# 疏林

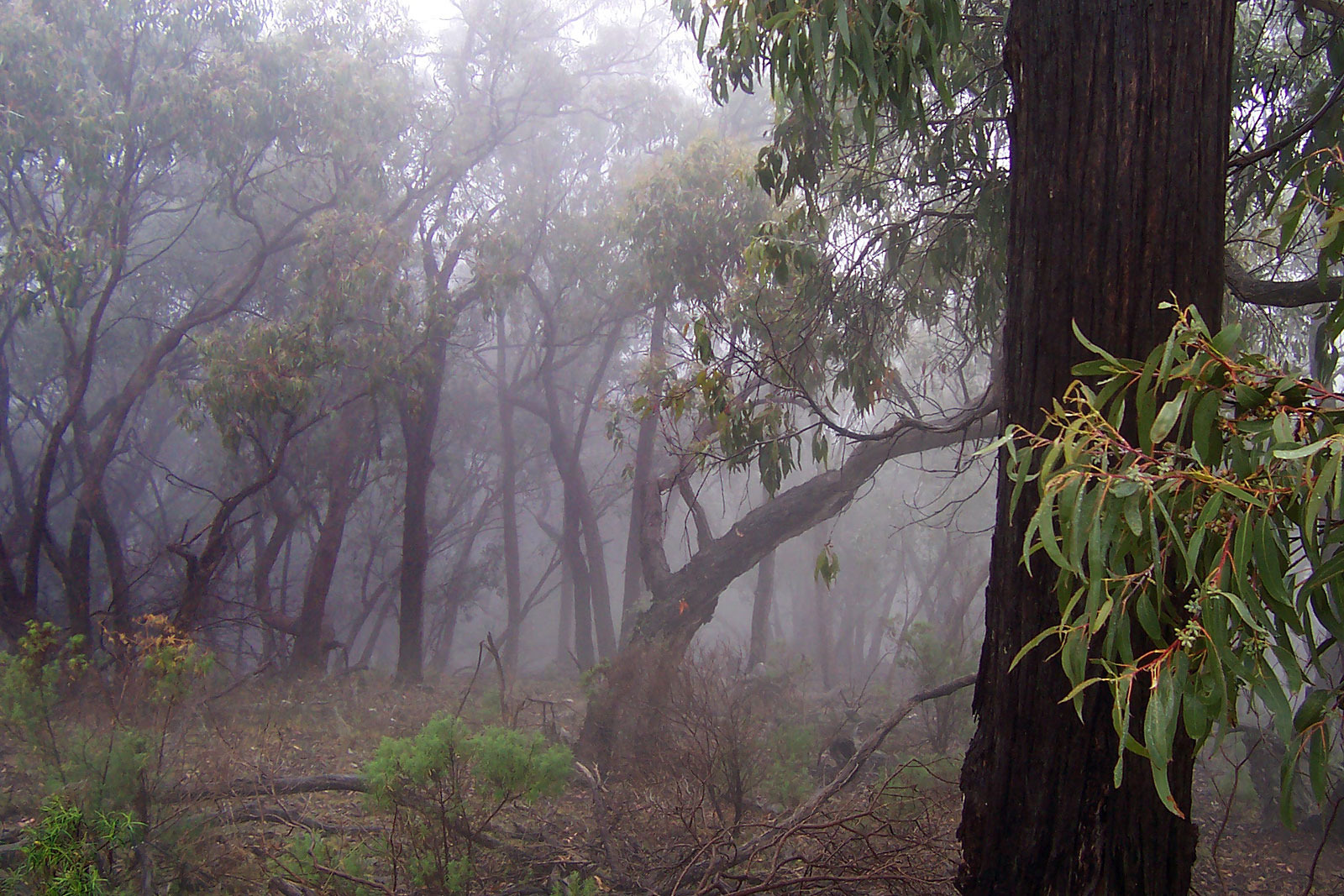
疏林。

疏林是一個植被主要為木本植物（树木和灌木）的土地，為林地的一種。疏林和森林的不同處在於兩者的樹冠密度：在森林中大部份的樹冠都是相連的，因此陽光不能輕易的到達地面；疏林則容許陽光透入地面，但仍提供一定的樹蔭，林中也通常会混居许多草本植物和苔藓。在乾燥的情況，疏林可能過渡到疏林草原或灌木丛。
除了天然的疏林之外，人工栽培的植林地也是木材的來源之一。